# Élections européennes de 2004 en Finlande
Les élections européennes se sont déroulées le dimanche 13 juin 2004 en Finlande pour désigner les 14 députés européens au Parlement européen, pour la législature 2004-2009.

## Mode de scrutin
La Finlande utilise lors des élections européens un système de représentation proportionnelle avec vote préférentiel (nommé "voix locomotives" en finnois) à l'échelle du pays. 
Les partis présentent de listes ouvertes, ce qui signifie que les électeurs peuvent panacher, en votant pour des candidats de différentes listes. 
Lors du dépouillement, les suffrages reçus par chaque candidat sont comptés premièrement pour le parti et deuxièmement pour les candidats. 
La distribution des sièges est effectuée selon la méthode d'Hondt et les candidats sont sélectionnés sur la base de leur rang de popularité (suffrages reçus individuellement) à l'intérieur des listes participant à la distribution des sièges.

## Résultats

### Répartition
| Parti   | Parti                                  | Voix      | Voix | Voix | Siège | Siège | Groupe    |
| Parti   | Parti                                  | Nb        | %    | +/-  | Nb    | +/-   | Groupe    |
| ------- | -------------------------------------- | --------- | ---- | ---- | ----- | ----- | --------- |
|         | Parti de la coalition nationale        | 393 084   | 23,7 | -1,6 | 4     | =     | PPE       |
|         | Parti du centre                        | 386 174   | 23,3 | +2,0 | 4     | =     | ALDE      |
|         | Parti social-démocrate de Finlande     | 350 057   | 21,2 | +3,2 | 3     | =     | S&D       |
|         | Ligue verte + indépendant              | 172 668   | 10,3 | -3,0 | 1     | -1    | Verts/ALE |
|         | Alliance de gauche                     | 151 316   | 9,1  | +0,0 | 1     | =     | GUE/NGL   |
|         | Parti populaire suédois de Finlande    | 94 326    | 5,7  | -1,1 | 1     | =     | ADLE      |
|         | Chrétiens-démocrates                   | 70 845    | 4,3  | -1,9 | 0     | -1    |           |
|         | Parti communiste de Finlande           | 10 134    | 0,61 | =    | 0     | =     |           |
|         | Vrais Finlandais                       | 8 900     | 0,5  | -0,3 | 0     | =     |           |
|         | Pour les pauvres                       | 5 687     | 0,3  | N/A  | 0     | N/A   |           |
|         | Parti libéral populaire                | 3 558     | 0,2  | N/A  | 0     | N/A   |           |
|         | Ligue des retraités de Finlande        | 3 279     | 0,2  | +0,1 | 0     | =     |           |
|         | Bleus et blancs populaires de Finlande | 3 248     | 0,2  | N/A  | 0     | N/A   |           |
|         | Suomi - Isänmaa                        | 1 864     | 0,1  | N/A  | 0     | N/A   |           |
| Total   | Total                                  | 1 661 275 | 100  |      | 14    | -2    |           |
| Votants | Votants                                |           | 41,1 | +11  |       |       |           |

### Dix candidats ayant reçu le plus de votes préférentiels
1. Anneli Jäätteenmäki (Kesk) : 149 646
2. Alexander Stubb (Kok) : 115 224
3. Satu Hassi (Vihr) : 74 714
4. Esko Seppänen (Vas) : 72 401
5. Ville Itälä (Kok) : 65 439
6. Reino Paasilinna (SDP) : 64 305
7. Piia-Noora Kauppi (Kok) : 62 995
8. Riitta Myller (SDP) : 55 133
9. Kyösti Virrankoski (Kesk) : 51 415
10. Lasse Lehtinen (SDP) : 47 186